# Ciutadà X
Ciutadà X (títol original: Citizen X) és un telefilm estatunidenc dirigit per Chris Gerolmo, difós l'any 1995. Ha estat doblat al català.

## Argument
Ficció sobre el recorregut de l'assassí en sèrie ucrainià Andreï Tchikatilo, reconegut culpable de l'homicidi de 52 dones i nens, i dels esforços de les forces de policia russes per atrapar-lo.

## Repartiment
- Stephen Rea: el tinent Viktor Burakov
- Donald Sutherland: el coronel Mikhail Fetisov
- Max von Sydow: el metge Alexandr Bukhanovsky
- Jeffrey DeMunn: Andrei Chikatilo
- Joss Ackland: Bondarchuk
- John Wood: Gorbunov
- Radu Amzulescu: Federenko
- Imelda Staunton: Mme Burakova
- András Bálint: Ignatiev
- Géza Balkay: Procurador
- László Váradi Balogh: el camperol
- Zsolt Biro: el vell homosexual
- Ion Caramitru: Tatevsky
- Balázs Csapo: Gayy Partner
- Imre Csuja: el detectiu

## Al voltant de la pel·lícula
- El rodatge s'ha desenvolupat a Budapest, a Hongria.

## Premis i nominacions

### Premis
- Millor film i millor segon paper masculí per Jeffrey DeMunn, en els premis CableACE l'any 1995.
- Premi Emmy al millor segon paper masculí en un telefilm per Donald Sutherland el 1995.
- Millor film, millor director i millor actor per Stephen Rea, en el Festival Internacional de Cinema Fantàstic de Catalunya el 1995.
- Premi Edgar-Allan-Poe al millor telefilm l'any 1996.
- Globus d'Or al millor actor secundari en sèrie, minisèrie o telefilm per Donald Sutherland el 1996.
- Millor guió adaptat, per la Writers Guild of America el 1996.

### Nominacions
- Millor director, millor guió, millor fotografia i millor segon paper masculí per Max von Sydow, en els premis CableACE l'any 1995.
- Premi Emmy al millor telefilm, millor director per un telefilm, millor guió per un telefilm, millor muntador per un telefilm, millor director de càsting (Joyce Nettles) i millor segon paper masculí per un telefilm (Jeffrey DeMunn) l'any 1995.
- Globus d'Or a la millor minisèrie o telefilm l'any 1996.

## Crítica
- "Treballada intriga per sobre de la mitjana, amb bones interpretacions, especialment la de Rea"[3]